# 鳥苷
鳥苷（英語：Guanosine）是核苷的一種，是由鳥嘌呤與核糖（呋喃核糖）環組成，兩者之間由β-N9-配糖鍵相連。
鳥苷經過磷酸化之後可變成鳥苷單磷酸（GMP）、環鳥苷單磷酸（cGMP）、鳥苷雙磷酸（GDP）或鳥苷三磷酸（GTP）。
若鳥苷與脱氧核糖相連，則會產生脱氧鳥苷。
鳥苷溶解性非常差，很难溶解于水中或者有机溶剂中。只有极少数有机溶剂可以用来溶解鳥苷，比如DMSO. 鳥苷的化学性质活泼，比较常见的有N7位的甲基化修饰，是表观遗传学(Epigenetics)中一个非常重要的修饰，可影响基本的表达。很多致癌物比如强的亲电子试剂Nitrenium ion可以和鳥苷C8位发生傅克反应（Field-Crafts Reaction）。